# Mighty Milky Way
Mighty Milky Way (en français : La puissante voie lactée) est un jeu vidéo d'action et de puzzle pour la Nintendo DSi. C'était le deuxième titre après Mighty Flip Champs ! dans la série Mighty de WayForward Technologies. Le jeu est sorti en téléchargement via DSiWare en Amérique du Nord, en Europe et au Japon.
Mighty Milky Way n'est plus disponible à l'achat depuis la fermeture du Nintendo eShop en 2023. D'autres jeux de la série sont toujours disponibles, notamment Mighty Flip Champs ! , qui est disponible sur le PlayStation Network.

## Gameplay
Mighty Milky Way demande aux joueurs de guider Luna, une extraterrestre francophone, en toute sécurité vers un portail à la fin de chaque niveau tout en évitant les ennemis et les barils électriques. Chaque niveau est rempli de petites planètes, chacune avec son propre centre de gravité, autour duquel Luna se déplace dans le sens des aiguilles d'une montre à une vitesse contrôlée par le joueur. En se précipitant sur des planètes, voire en les détruisant dans certains cas, Luna peut se propulser dans l'espace dans une direction spécifique, parfois influencée par la gravité d'une autre planète. Le fait de faire tomber une planète provoque également le vol de tous les ennemis qui s'y trouvent hors de son orbite, ce qui peut être utilisé pour détruire d'autres obstacles. En collectant des morceaux de bonbons, Luna peut créer des planètes supplémentaires pour l'aider à naviguer dans les sections difficiles.

## Développement
Mighty Milky Way a été développé et publié par WayForward Technologies pour la Nintendo DSi, réalisé par Sean Velasco. Il a été conçu à l'origine comme une « idée de gameplay expérimentale » pour la DSi. Certains éléments ont été établis dans ce concept, notamment le fait de ne pas contrôler Luna. Il a été décrit comme une « pseudo-suite » de Mighty Flip Champs, citant les deux jeux ayant « des filles sexy, des couleurs vives, un gameplay de puzzle d'action, des co-stars monstres sympathiques et une attitude fantaisiste et farfelue ». Le titre Milky a été choisi pour garantir que ces titres puissent se tenir ensemble et se démarquer des autres jeux. Bien qu'ils n'aient pas été impliqués dans le développement de Flip Champs, Sean et son équipe ont cherché à examiner ce qui le rendait unique et à l'appliquer à Milky Way. Il a déclaré que le zoom avant et arrière sur les modèles rappelait les jeux SNES Mode 7. L'art du jeu a été réalisé par Erin Pellon, qui a travaillé comme artiste sous contrat pour le projet, et dont le premier travail était Mighty Milky Way,. Lors de la conception de Luna, Velasco a déclaré qu'ils voulaient évoquer un « rétro chic des années 50 », notant qu'elle devenait moins rétro au fur et à mesure du développement. Velasco a noté que le directeur créatif Matt Bozon aimait les rôles principaux féminins, ce qui a influencé des personnages comme Luna en tant que protagoniste. La bande originale a été composée par Jake Kaufman, qui a également réalisé la bande originale de Flip Champs, tous deux sortis dans le cadre de la « Mighty Flip Champs & Mighty Milky Way Original Soundtrack ». Le jeu est sorti en téléchargement via DSiWare le 9 mai 2011 en Amérique du Nord et le 27 mai 2011 en Europe. C'était le dernier jeu officiellement sorti pour la Nintendo DS au Japon. Une version remixée du jeu a été présentée lors de la Game Night 6 chez Giant Robot aux côtés d'autres jeux WayForward, où les joueurs ne pouvaient jouer que pendant une seule nuit,.

## Réception et héritage
Le jeu a reçu des critiques « favorables » selon le site Web d'agrégation de critiques Metacritic. Dans une critique pour IGN, Lucas M. Thomas a décrit le jeu comme étant un challenge, et a salué sa conception inhabituelle. Thomas a déclaré que le jeu nécessite des tentatives répétées pour chaque niveau, mais que « les frustrations ' Mighty Milky Way semblent presque toujours être du bon genre ».
Ce jeu est le seul de la série Mighty qui est extrêmement rare en raison de sa disponibilité exclusive sur Nintendo DS et 3DS, respectivement. En raison de la fermeture de l'eShop le 27 mars 2023, il n'est plus disponible à l'achat. Il n'est enregistré que par les utilisateurs qui l'ont acheté avant mars 2023 et par WayForward lui-même.